# Celal Taşkıran
Celal Taşkıran (ur. 1 lutego 1954) – turecki zapaśnik w stylu klasycznym. Olimpijczyk z Los Angeles 1984, gdzie odpadł w eliminacjach w kategorii 74 kg. Siódmy w mistrzostwach Europy w 1984. Brązowy medal na igrzyskach śródziemnomorskich w 1983 roku.